# مركيس
المَرْكِيسُ نبيل إفرنجي ذو رتبة وراثية عالية في مختلف الأقران الأوربيين وفي بعض مستعمراتهم السابقة. ما يعادل اللغة الألمانية هو مارغراف (مارغريف). امرأة مع رتبة المركيس أو زوجة أحد المركيس هي المركيسة زوجة المركيس أو مركيسة. تُستخدم هذه العناوين أيضًا لترجمة الأنماط الآسيوية المكافئة، كما هو الحال في الإمبراطورية الصينية والإمبراطورية اليابانية.

## علم أصول الكلمات

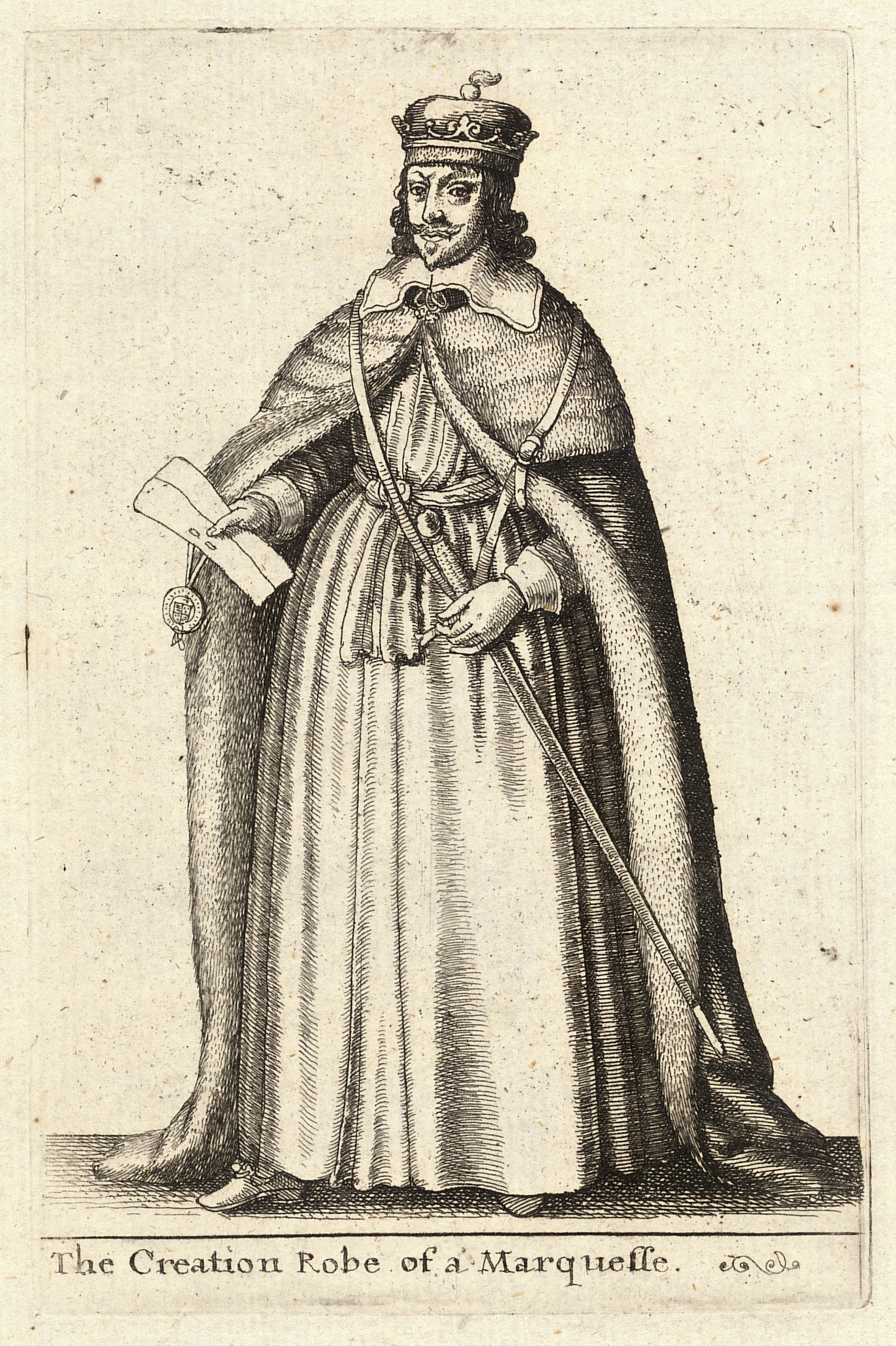
نقش من القرن السابع عشر لمركيس في العباءة التي كان يرتديها خلال حفل إنشائه

دخلت كلمة مركيس اللغة الإنجليزية من الفرنسية القديمة marchis («حاكم منطقة حدودية») في أواخر القرن الثالث عشر أو أوائل القرن الرابع عشر. الكلمة الفرنسية مشتقة من marche («الحدود»)، وهي نفسها تنحدر من ماركا اللاتينية الوسطى («حدود»)، والتي تنحدر منها أيضًا الكلمة الإنجليزية الحديثة مارس. تم التمييز بين حكام المناطق الحدودية والأراضي الداخلية في وقت مبكر من تأسيس الإمبراطورية الرومانية عندما تم تخصيص بعض المقاطعات للإدارة من قبل مجلس الشيوخ وكان الإمبراطور يدير المقاطعات غير الهادئة أو الضعيفة. تم تمييز الألقاب «دوق» و «كونت» بالمثل في رتب الإمبراطورية المتأخرة، مع dux (حرفيا، «زعيم») تستخدم للحاكم العسكري الإقليمي ورتبة comes (حرفيا «رفيق»، أي الإمبراطور) تُمنح لقائد جيش نشط على طول الحدود.

## بلجيكا
يسبق لقب المركيسة في بلجيكا الثورة الفرنسية ولا يزال موجودًا حتى اليوم. نرى النبلاء البلجيكيون § مركيس في طبقة النبلاء البلجيكية وقائمة بالعائلات النبيلة في بلجيكا § المركيس. .

## إسبانيا
في إسبانيا، كانت رتبة المركيس / الماركسية (Marqués / Marquesa) لا يزال موجودا. مائة واثنان وأربعون منهم من كبار الأسبان. عادة ماركيز يتم تناوله على أنه «اللورد اللامع» (Ilustrísimo Señor)، أو إذا كان عظيماً كـ «اللورد الأكثر امتيازاً» (Excelentísimo Señor). تشمل الأمثلة مركيس كاربيو، غراندي إسبانيا

## المملكة المتحدة
تسبق البادئة الشرفية «الشرفاء» اسم مركيس أو مركيسة من المملكة المتحدة.
في بريطانيا العظمى، وتاريخيًا في أيرلندا، التهجئة الصحيحة للعنوان الأرستقراطي لهذه المرتبة هي المركيسة (على الرغم من استخدام التهجئة الفرنسية للمركيس في اللغة الإنجليزية في البر الرئيسي الأوربي وكندا). في اسكتلندا، يتم استخدام التهجئة الفرنسية أيضًا في بعض الأحيان. في بريطانيا العظمى وتاريخياً في أيرلندا، يأتي العنوان في مرتبة أدنى من الدوق وفوق الإيرل. امرأة مع رتبة المركيس، أو زوجة أحد المركيس، هي المركيسة زوجة المركيس /ˌmɑːrʃəˈnɛs/  في بريطانيا العظمى وأيرلندا أو مركيس /mɑːrˈkiːz/ في مكان آخر في أوربا. يشار إلى كرامة أو رتبة أو منصب العنوان على أنه مركيس أو مركيس.

تاج مركيس في العوالم البريطانية

تلاشى التمييز النظري بين المركزة والعناوين الأخرى منذ العصور الوسطى. في الماضي، كان التمييز بين الكونت والمركزة هو أن أرض المركيس، التي تسمى مسيرة، كانت على حدود الدولة، في حين أن أرض الكونت، التي تسمى مقاطعة، لم تكن كذلك في كثير من الأحيان. نتيجة لذلك، تم الوثوق بالمركبة للدفاع والتحصين ضد الجيران الذين يحتمل أن يكونوا معاديين، وبالتالي كان أكثر أهمية وترتيبًا أعلى من العد. يأتي اللقب في مرتبة أدنى من لقب الدوق، والذي غالبًا ما كان يقتصر إلى حد كبير على العائلة المالكة.
كانت رتبة المركيس مقدمة متأخرة نسبيًا إلى طبقة النبلاء البريطانية: لم يكن هناك لوردات مسيرة برتبة مركيس، على الرغم من أن بعضهم كانوا إيرلًا. في مساء تتويج الملكة فيكتوريا عام 1838، أوضح لها رئيس الوزراء اللورد ملبورن السبب (من يومياتها):
لقد تحدثت إلى Ld M. حول عدد الأقران الحاضرين في حفل التتويج، وقال إنه لم يسبق له مثيل. لاحظت أنه كان هناك عدد قليل جدًا من Viscounts ، فأجاب «هناك عدد قليل جدًا من Viscounts»، وأنهم كانوا نوعًا قديمًا من العناوين وليست الإنجليزية حقًا؛ أنهم أتوا من نواب؛ أن Dukes & Barons كانت الألقاب الإنجليزية الحقيقية الوحيدة؛ - أن المركيس لم يكونوا إنجليزيين، وأن الناس كانوا مجرد مركيس، في حين لم يكن هناك رغبة في أن يكونوا دوقات.وهي على مخطط الصليب اللاتيني، مع صحن وممرين مقسومين بواسطة أعمدة صليبية وأعمدة أسطوانية. تحتوي البوابة المركزية على منحوتات أسد وخمس لوحات مع قصص القديس.

## ألقاب غير غربية معادلة

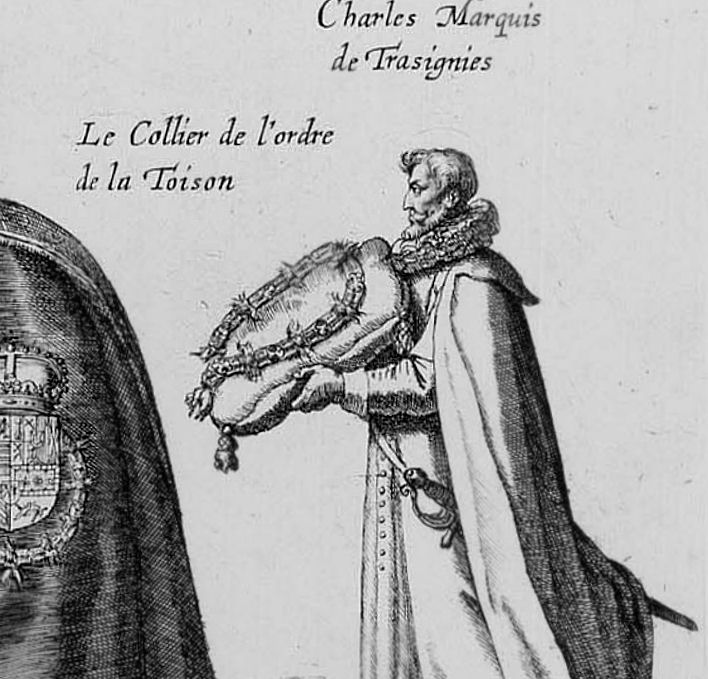
مركيس Trazegnies

مثل الألقاب النبيلة الغربية الرئيسية الأخرى، تُستخدم المركيس أحيانًا لترجمة بعض العناوين من اللغات غير الغربية مع تقاليدها الخاصة، على الرغم من أنها، كقاعدة عامة، غير مرتبطة تاريخيًا وبالتالي يصعب مقارنتها. ومع ذلك، فهي تعتبر «معادلة» في الترتيب النسبي.
هذا هو الحال مع:
- في الصين القديمة، كانت 侯 (هوو) هي الثانية من بين خمس رتب نبيلة 爵 (جوو) أنشأها الملك وو اوف زو وتُرجم عمومًا على أنها مركيس أو مركيس. في الإمبراطورية الصينية، 侯 (hهوو) بشكل عام، ولكن ليس دائمًا، لقب نبل وراثي من رتبة متوسطة إلى عالية. ترتيبها الدقيق يختلف اختلافا كبيرا من سلالة إلى سلالة، وحتى داخل سلالة. غالبًا ما يتم إنشاؤه مع رتب فرعية مختلفة.
- في ميجي اليابان،侯爵(كوساكو)، والندية وراثي (kazoku رتبة)، وقدم في عام 1884، منح مقعد وراثي في مجلس الشيوخ في النظام الغذائي الإمبراطوري تماما كما فعل الندية البريطاني (حتى البيت من قانون مجلس اللوردات 1999)، مع الرتب عادة ما يتم تقديمها على أنها بارون، فيكونت، كونت، مركيس ودوق / أمير.[6]
- في كوريا، كان عنوان 현후 (縣 侯 ؛ هينهو)، الذي يعنيه «مركيس المنطقة» موجودًا للنبلاء الوراثي في مملكة كوريو. كان يعادل المرتبة الخامسة العليا من تسعة أوامر بيروقراطية، وكان في المرتبة الثالثة من ستة أوامر نبالة. لقب بونغون، يمكن تلقيه فقط والد زوج الملك أو التابعين الذين يكرسون بشكل خاص لإنشاء مملكة جديدة هو نفسه أيضًا مركيس. في مملكة جوسون، لم يكن هناك لقب يعادل المركيس.
- في Maritime Southeast Asia ، temenggong (أو tumenggung) هو عنوان تستخدمه السلالات الإسلامية مثل Mataram Sultanate وJohor لتعيين نبيل يحكم منطقة أو منطقة حدودية، أو لرئيس الأمن العام. تومينغونغ المرتبة أدناه Bendahara أو الوزير.
- في عالم أناميت في فيتنام، كان هاو (侯) لقبًا كبيرًا للنبل الوراثي، يعادل مركيس، للأعضاء الذكور من العشيرة الإمبراطورية، مرتبة تحت هوانغدي  (皇帝) (الإمبراطور)، فونج (王) (الملك / الأمير)، و كوشونج (國 公) (الدوق الكبير / دوق الأمة)، و كونشونج (郡公) (الدوق الإقليمي) و شونج (公) (الدوق، تمامًا مثل الألماني فورست)، وفوق با (伯) (كونت) و tử (子) (فيسكونت) و نام (男) (البارون).

## في الخيال
ظهرت المركيسات والمركيسيات من حين لآخر في الأعمال الخيالية. للحصول على أمثلة للخرافات والمركيسيات الخيالية، انظر قائمة النبلاء الخياليين # المركيس والمركيسيات.